# 조지 (음악가)

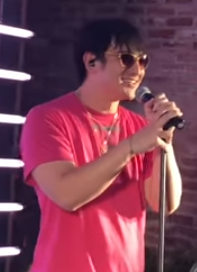
2018년 모습

조지(Joji, 본명: 조지 쿠스노키 밀러, George Kusunoki Miller, ミラー・ジョージ・クスノキ, 1992년 9월 18일 ~ )는 일본의 싱어송라이터, 래퍼, 인터넷 유명인사 및 음반 프로듀서이다. 한때 필시 프랭크(Filthy Frank)와 핑크 가이(Pink Guy)라는 캐릭터를 연기했다. 밀러의 음악은 R&B, lo-Fi, 트립합의 혼합으로 묘사되어 왔다.
밀러는 미국으로 이주한 직후 2011년에 유튜브에서 더 필시 프랭크 쇼(The Filthy Frank Show)를 만들었으며 코미디 채널 TVFilthyFrank, TooDamnFilthy 및 DizastaMusic에서 이상한 캐릭터를 연기하는 것으로 인정을 받았다. 코미디 힙합, 호언장담, 극한의 도전, 우쿨렐레 및 댄스 공연을 선보인 이 채널은 충격적인 유머와 활발한 입소문으로 유명하다. 밀러의 동영상은 할렘 셰이크 (밈)를 대중화하는 데 도움이 되었으며, 이는 바우어 (음악가)의 동명 노래의 상업적 성공에 기여하여 밈 제작과 유튜브 사용자와의 공동 작업으로 이어졌다. 핑크 가이로서 밀러는 두 개의 코미디 스튜디오 앨범 "Pink Season"과 "Pink Season: The Prophecy"를 발표했으며 2014년부터 2017년까지 연장 플레이도 했다.
2017년 말 밀러는 조지(Joji)라는 이름으로 음악 경력을 추구하기 위해 더 필시 프랭크 쇼(The Filthy Frank Show)를 종료했다. 그의 데뷔 앨범 Ballads 1은 2018년에 발매되었으며 싱글 "Slow Dancing in the Dark"를 선보였다. 그의 두 번째 앨범 Nectar(2020)에는 싱글 "Sanctuary"와 "Run"이 포함되어 있다. 2022년에 그는 미국 빌보드 핫 100 톱 10 싱글 "Glimpse of Us"를 발표했는데, 이 곡은 나중에 그의 세 번째 앨범인 Smithereens(2022)에 수록되었다.

## 같이 보기
- 유튜버 목록